# Atelopus limosus
Sapo Limosa, hoặc Cóc Harlequin Limosa (Atelopus limosus), là một loài cóc bị đe dọa ở Bufonidae. Đây là loài đặc hữu của Panama và được mô tả bởi Ibáñez, Jaramillo và Solís năm 1995.
Nó phân bố ở các bờ suối trong rừng ẩm vùng đất thấp nhiệt đới hoặc cận nhiệt đới và sông ngòi của lưu vực Chagres ở miền trung Panama.
A. limosus bị đe dọa bởi bệnh chytridiomycosis và mất môi trường sống. Loài này đã giảm sút nhanh chóng trong phạm vi phân bố. Khoảng 75% cá thể được biết đến của loài này ở các địa điểm đất cao trên 1000 m đã biến mất, còn 58% sống ở đất thấp đã giảm sút và 38% biến mất.